# 하우스식품

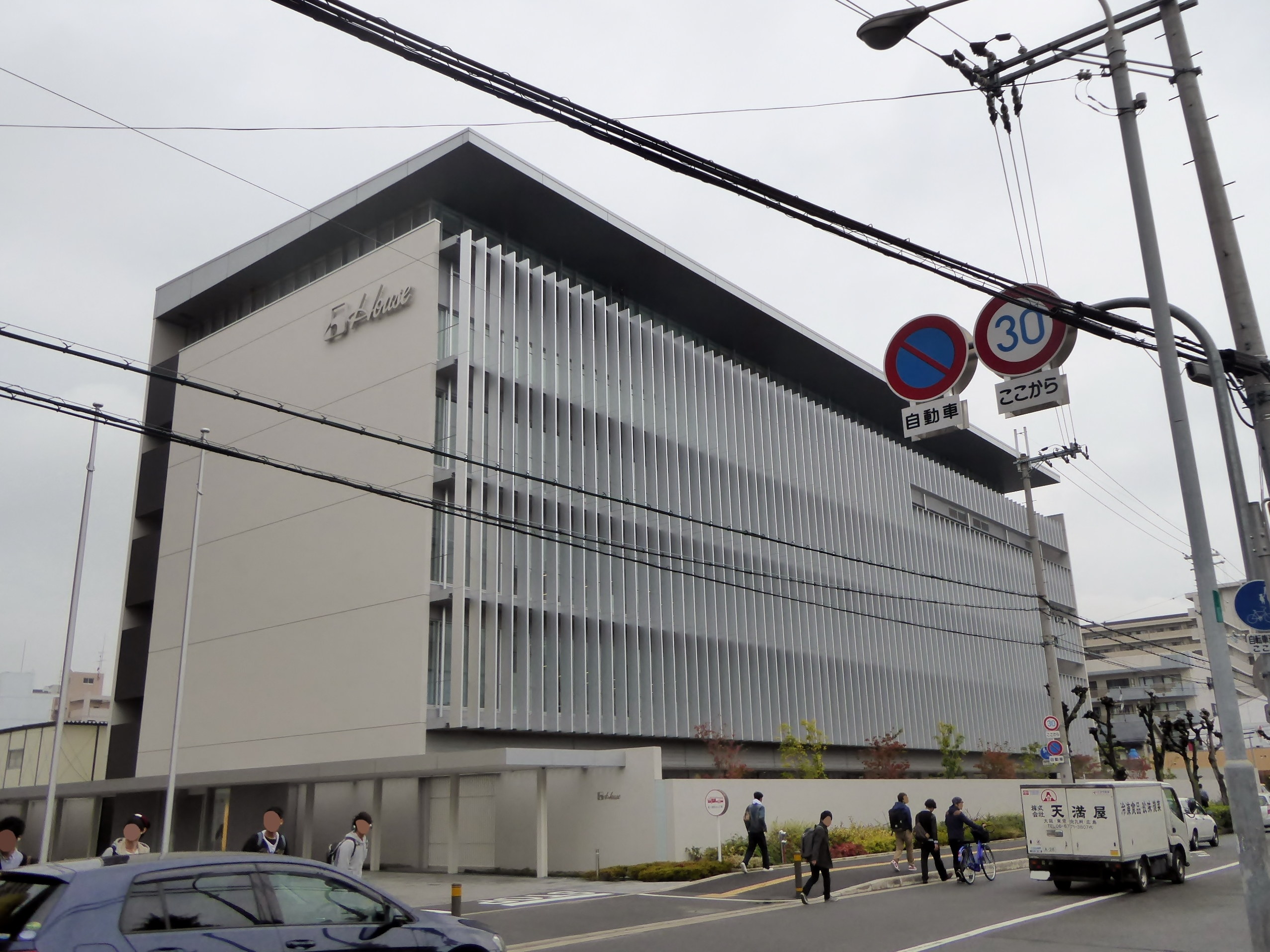
본사

하우스식품(House Foods Corporation, 일본어: ハウス食品, はうすしょくひん 하우스쇼쿠힌[*])은 일본 굴지의 카레 및 조미료전문 식품회사다. 본사는 일본 도쿄도 지요다구 기오이 정, 본점은 일본 오사카부 히가시오사카시 미쿠리야사카에 정에 있다.

## 연혁
- 1913년 11월 : 정식으로 창업
- 2003년 8월 : 농심 하우스카레 판매 제휴
- 2013년 4월 22일 : 하우스식품 공식 설립

## 생산제품
| 카레(curry) - 바몬드 카레 (バーモントカレー) - 쟈와 카레 (ジャワカレー) - 인도 카레 (印度カレー) - 자 카레 (ザ・カリー) - 코쿠마로 카레 (こくまろカレー) - 바다의 행복 카레 (海の幸カレー) - 홋카이도 화이트 카레 (北海道ホワイトカレー) - 프라임 (PRIME) - 쿠쿠레 카레 (ククレカレー) - 카레 마르쉐 (カレーマルシェ) - 카리 실카레 (カリー屋カレー) - 카리 HOT 하바네로 (カリーHOTハバネロ) - 스프 카리 (スープカリー) - 데카 카레 (デカカレー) - 컵카레 (カップカレー) | 스튜(stew) - 시츄 믹스 (シチューミクス) - 홋카이도 시츄 (北海道シチュー) - 코쿠마로 시츄 (こくまろシチュー) - 시츄 드 보 (シチュー・ド・ボー) - 후란스 (ふらんす) - 비스트로 쉐프 (ビストロシェフ) - 시츄시츄 (シチューシチュー) - 컵 시츄 (カップシチュー) 하야시라이스(hashed beef rice) - 원열 토마토의 하야시 라이스 소스 (完熟トマトのハヤシライスソース) - 코쿠마로 하야시 (こくまろハヤシ) - 핫슈드 비프 (ハッシュ・ド・ビーフ) - 바몬드 하야시 (バーモントハヤシ) - 열정 데미그라스 소스의 핫 슈드비프 (熟成デミグラスソースのハッシュドビーフ) |

## 이모저모
- 제2대 대표이사 회장 재임 중에는 우라카미 이쿠오씨 일본항공 123편 추락 사고로 사망했다.